# Pacific Highway
A Pacific Highway é uma autoestrada importante no estado australiano de Nova Gales do Sul. A estrada que liga Sydney a Brisbane em Queensland pela costa do Pacífico.